# 麋河站
麋河站（英語：Moose River station）是位于加拿大安大略省北安大略区北极熊快速专列使用的一个火车站，该车站主要用于提供货运服务。车站位于麋河河畔桥梁的位置。前一站为珊瑚急流站，后一站为终点站穆索尼站。